# Gabriele Reinsch
Gabriele Reinsch   (Cottbus, 23 de setembre de 1963) és una atleta alemanya d'atletisme.
Va representar Alemanya Oriental als Jocs Olímpics de 1988 en llançament de disc. El 9 de juliol de 1988 al torneig Alemanya de l'Est – Itàlia a Neubrandenburg va establir un nou rècord mundial amb un llançament de 76,80 metres.